# Guillaume Diop
Guillaume Diop (Parigi, 6 marzo 2000) è un ballerino francese, danseur étoile del Balletto dell'Opéra di Parigi dal 2023.

## Biografia

### Formazione
Guillaume Diop è nato nel 2000 nel XVIII arrondissement di Parigi da madre francese e padre senegalese. Ha cominciato a studiare danza all'età di quattro anni e a dieci è stato ammesso al Conservatoire à rayonnement régional de Paris. Due anni più tardi ha cominciato a frequentare la Scuola di danza dell'Opéra di Parigi e durante gli studi si è perfezionato per alcuni mesi con l'Alvin Ailey American Dance Theater di New York.

### Carriera
Dopo il diploma, conseguito nel 2018, è stato scritturato dal Balletto dell'Opéra di Parigi. Nel 2021, quando era ancora un quadrille ha danzato nel ruolo di Romeo nel Romeo e Giulietta di Rudol'f Nureev. Dopo la sua promozione a coryphée nel 2022, ha ampliato il proprio repertorio con ruoli di rilievo quali Basilio nel Don Chisciotte, Solor ne La Bayadère e Siegfried ne Il lago dei cigni, tutti e tre negli allestimenti coreografati da Nureev. All'inizio del 2023 è stato promosso al rango di solista e nel marzo dello stesso anno, all'età di ventiré anni (ed eccezionalmente senza passare dal ruolo di premier danseur), è stato proclamato étoile della compagnia dopo una rappresentazione di Giselle a Seul durante la quale aveva danzato nel ruolo di Albrecht.
Il suo repertorio con la compagnia annovera anche coreografie di Wayne McGregor, John Neumeier, Harald Lander, Jean Coralli, Crystal Pite, Roland Petit, William Forsythe. Inoltre ha danzato nella prima assoluta de Il rosso e il nero di Pierre Lacotte (2021) e nella prima francese del Mayerling di Kenneth MacMillan (2022).
Nel 2023 riceve il Premio come Danzatore dell'anno in occasione del Premio Positano Léonide Massine.